# Christine Skou
Christine Skou, född 13 april 1969 i Köpenhamn, Danmark, är en dansk skådespelare och sångare. Hon är utbildad vid Teaterskolan Holberg 1995–1998 och Musikkonservatoriet 1996.
Skou fick sitt genombrott i TV-serien Alla älskar Debbie (sänd i SVT våren 1989) i vilken hon spelar huvudrollen. Hon har även ledande roller i Venner for altid (1987) och En afgrund af frihed (1989).